# Aeolosaurus
Aeolosaurus („Aeolův ještěr“) byl býložravý dlouhokrký dinosaurus (sauropod), žijící v období svrchní křídy na území současné Argentiny.

## Popis
Tento sauropod dosahoval délky asi 14 až 15 metrů a hmotnosti kolem 6 tun. Žil v době před 83 až 74 (nebo také 73 až 67) miliony let na území dnešní Argentiny (fosilie typového druhu A. rionegrinus byly objeveny na území provincie Rio Negro). V roce 2007 byl pak popsán další druh tohoto rodu, A. colhuehuapensis ze sedimentů souvrství Lago Colhué Huapí.
V roce 2020 byla publikována odborná studie o anatomii a biomechanice ocasu rodu Aeolosaurus, potažmo o biomechanice kaudálních segmentů eolosaurinů.

## Zařazení
Mezi nejbližší vývojové příbuzné tohoto éolosaurina patřily rody Gondwanatitan, Maxakalisaurus, Rinconsaurus, Overosaurus a Arrudatitan.